# Аль-Кінді
Абу Юсуф Якуб ібн Ісхак ібн Саббах аль-Кінді, уживане скорочення імені — аль-Кінді (араб. أبو يوسف يعقوب إبن إسحاق الكندي, англ. Abū Yūsuf Yaqūb ibn Ishāq al-Kindī; близько 801–873) — арабський філософ, математик, теоретик музики, астроном. Народився, за різними даними, в Куфі або в Басрі, дитинство провів у Басрі, працював у Будинку мудрості в Багдаді. Був фаворитом халіфів аль-Мамуна (813—833) і аль-Мутасима (833—842), які були покровителями представників раннього Калама — мутазилітів. При аль-Мутаваккілі (з 847) піддавався гонінням. Аль-Кінді є автором великої кількості трактатів з метафізики, логіки, етики, математики, криптографії, астрології, медицини, метеорології, оптики, музики. У Західній Європі був відомий під латинізованим ім'ям Alkindus.

## Філософія
Аль-Кінді першим в ісламському світі звернувся до філософських праць Арістотеля, ставши основоположником перипатетизму на мусульманському Сході. Йому належать «Огляд творів Арістотеля», «Про п'ять сутностей», «Про найближчі причини виникнення та знищення», «Про визначення та опис речей».
Слідуючи Арістотелю, аль-Кінді стверджував, що «споконвічне — це те, що взагалі ніколи не могло бути неіснуючим». Існування одвічного НЕ обумовлено чимось іншим; одвічне не має причини, тому не знищується і не змінюється, оскільки не є тілом. Те, що не має визначення початку аль-Кінді називав матерію, яка виступає первинною відносно до форми, що породжує видові відмінності, яка, у свою чергу, творить речі, що є їх потенцією. Те, що не має ні субстрату, ні атрибута, ні причини, ні роду, незмінний позачасовий початок не осягається людським розумом, не може стати предметом дослідження, а значить і предметом філософії, що вивчає лише такі речі, природу яких вона може пізнати.

## Математика та астрономія

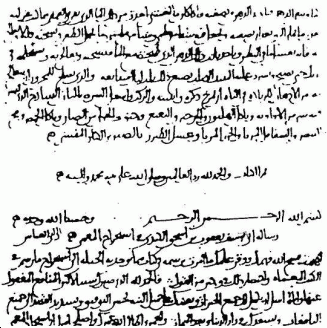
Перша сторінка манускрипту аль-Кінді, що містить одне з найбільш ранніх описів криптоаналізу

Аль-Кінді склав твори «Про застосування індійської арифметики», «Про гармонію чисел», «Про єдність з точки зору числа», «Про правильні многогранники», «Про наближенні хорди кола», «Про ізопериметричну задачу», «Про подільність величин до нескінченності та паралельні лінії», «Про дешифрування криптографічних повідомлень», «Про побудови на сфері», «Про проектування сфери на площину», «Про визначення відстаней до гірських вершин», «Про побудову сонячних годинників», «Про геометричну побудову астролябії», «Про армілярні сфери», «Про визначення відстані до Місяця», «Про небесні явища», «Про рух планет» та інше.

## Музика

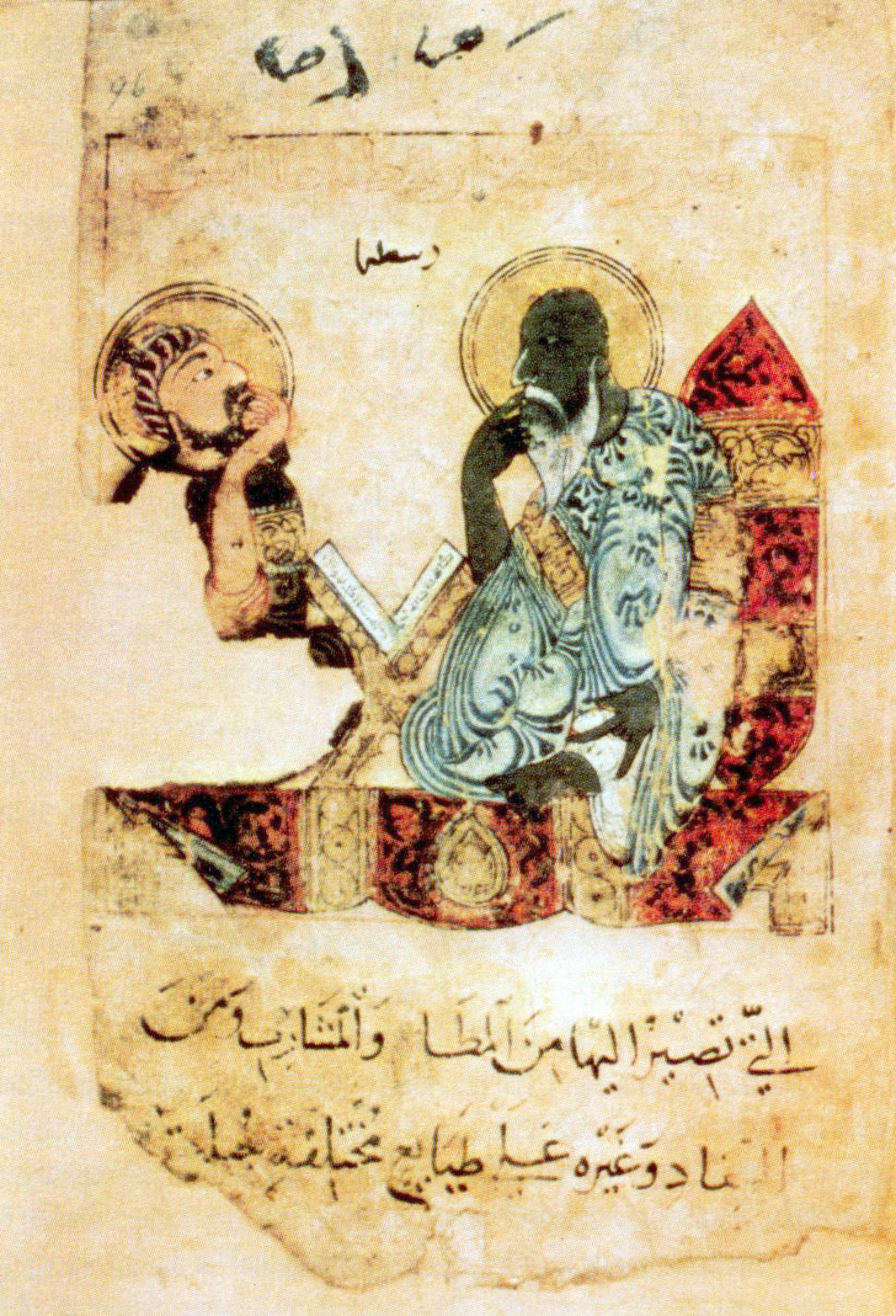

Аль-Кінді перекладав античні трактати про гармонію, у яких музичні інтервали представлені у вигляді числових відносин. Він вперше на Сході нотував музику за допомогою арабських букв і табулатури для уда. Автор книг «Про мелодії та звуки», «Про досвід складання мелодій», «Про гармонію», «Про ритм», «Про поділ канону», «Про важливі розділи музики».
Теорія музики аль-Кінді, заснована на ідеях піфагореїзму, пов'язувала з музичним мистецтвом безліч явищ макрокосму та мікрокосму (див. Гармонія сфер). Так, чотирьом струнам уда відповідали чотири першоелемента (вода, земля, повітря, вогонь), чотири сторони світу, пори року, тілесні рідини (флегма, кров, чорна та жовта жовч) та інше. Кожному з семи звуків він приписав відповідності семи небесних тіл (планет), а дванадцяти знакам зодіаку — дванадцять основних конструктивних елементів уда (чотири струни, чотири кілочка та чотири лади).

## Природничі науки
Аль-Кінді написав книги «Про промені», «Про дзеркала, що запалюють», «Про причину блакитного кольору неба», «Про причину припливів та відпливів», «Про причину снігу, граду, блискавки, грози, грому», «Про дощі, зливи та вітри», «Про різні види мечів та залізі хороших клинків та місцевостях, за якими вони називаються», «Про фармакопеї», «Про хімію пахощів та дистиляції». остання, містить більше ста рецептів ароматних масел, бальзамів, ароматичних вод та імітацій дорогих ліків. Книга також описує 107 методів та рецептів для створення духів та обладнання для виробництва парфумерії, наприклад, перегінного куба алембік, який все ще носить давню арабську назву.

## Твори
- Аль-Кінді. Філософські трактати [Архівовано 24 грудня 2013 у Wayback Machine.]. Переклад А. В. Сагадеева. — В кн.: Вибрані твори мислителів країн Близького та Середнього Сходу IX—XIV ст. М.: «Видавництво соціально-економічної літератури», 1961, с.41 — 132. (рос.)
- Аль-Кінді«fi Mulk al-arab wa-kammiyatihi», переведений Іоанном Севільський під назвою«Liber individuorum superioum in summa de significationibus super accidentia que efficiuntur in mundo», надрукований під помилковим заголовком«Albumasar De magnis coniunctionibus: annorum revolutionibus: as eorum profectionibus: octo continens tractatus», серпень 1489
- Аль-Кінді рукопис «al-Mudhal al-kabir ila 'ilm ahkam an-nuqum»: Paris 5902 (131foll., written 325/937): Leiden 1051 (=Cod/49 Gol.) Bodl.565; number 294 (+Hydii 3); Chester Beatty 4075; 5281; Esc. 938,7 Renaud; Hamidiye 829; Krause mathem.p. 450.